# Roman Signer

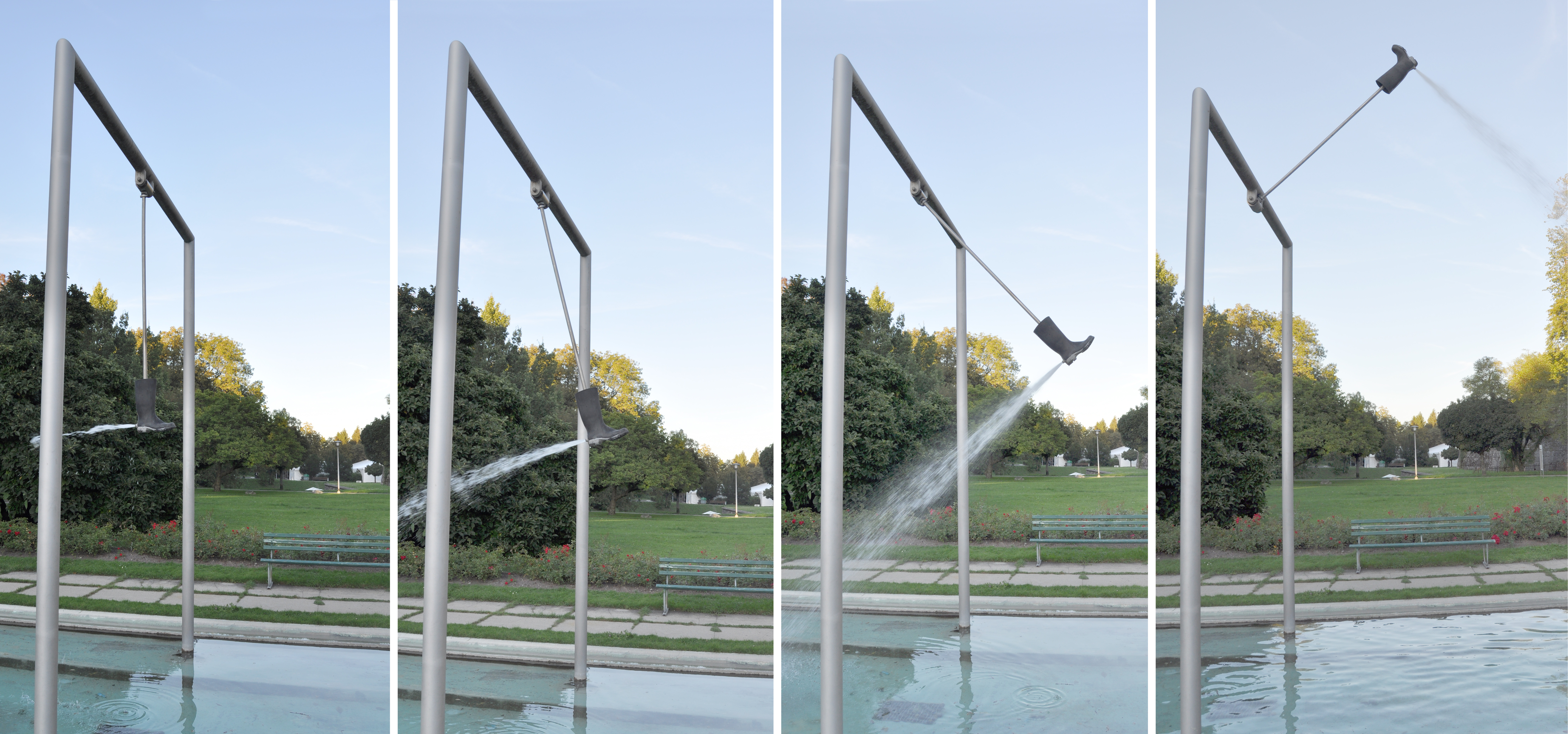
Stövlar Fontän i Solothurn

Roman Signer, född 19 maj 1938 i Appenzell, är en schweizisk konstnär som främst jobbar med skulptur, foto och video. Hans verk har visats på gallerier och museum runt om i världen. Roman Signer använder sig bl.a. av dynamit, raketer, stolar, stövlar och portföljer i vad han kallar "action-sculptures".